# カルロ・ボッロメーオ
カルロ・ボッロメーオ（伊：Carlo Borromeo, 1538年10月2日 - 1584年11月3日）は、16世紀イタリアの聖職者。名は聖カルロ、姓はボロメオ、ボルロメーオ、ボルロメーウスとも。カトリック対抗宗教改革の推進者の1人で、任地で教育や慈善事業に尽くした。カトリックの聖人で聖名祝日は11月4日。

## 来歴
1538年、イタリア北部のアローナで貴族のボッロメーオ家に生まれる。
1550年、12歳にしてアローナの大修道院の聖職禄を与えられ、1552年から1559年までにパヴィーア大学で法律を学び、博士号を取得した。1559年、母方の伯父にあたる教皇ピウス4世が即位したのを機にローマへ招かれ、1560年1月31日に22歳でピウス4世により枢機卿に任命、国務省長官、空席だったミラノ司教区の行政官にもされた。ピウス4世がボッロメーオをここまで重用した理由はネポティズムが絡んでいたからだが、ボッロメーオ本人も早熟の天才で人格者かつ自分に厳しく教会に一身を捧げる人物であることを知っていたからだった。
伯父の期待に応え対外政策の補佐、トリエント公会議第3会期の続行と閉会（1562年 - 1563年）に尽力、ジョヴァンニ・モローネ枢機卿と共に公会議決議の監督・推進を行う委員会に入った。この間1562年の兄の急死に衝撃を受け、自身の派手な生活を厳格に改め、1563年に司祭に叙階された。
1564年にはミラノ大司教となる。公会議で司教の任地教区不在が問題になり、それを改めるべくボッロメーオは自ら規範を示そうとミラノへ赴任、枢機卿の地位を捨ててまでミラノ大司教区の改革に乗り出した。ただし実際の赴任は1566年で、1565年にピウス4世が死去するまでローマに留まり、翌1566年にピウス5世の選出後に赴任した。この教皇選挙ではアレッサンドロ・ファルネーゼ枢機卿と共にピウス5世を支持している。
ボッロメーオは初仕事として自分の聖職禄をなげうって新聖堂と病院建設に使った。これは市民に喜ばれたが高位聖職者達からは歓迎されず、修道会の綱紀粛正など教会改革にも反対が多く、1569年10月26日には反対派の抑謙修道会（フミリアティ）に雇われた司祭が、礼拝堂で祈祷していたボッロメーオを火縄銃で狙撃した暗殺未遂事件が発生するほどだった（犯人は捕らえられ使嗾者達共々処刑）。またスペインとも揉めたことがあり、スペイン異端審問がミラノに持ち込まれるのを阻止、市民から絶大な敬愛を受けた。

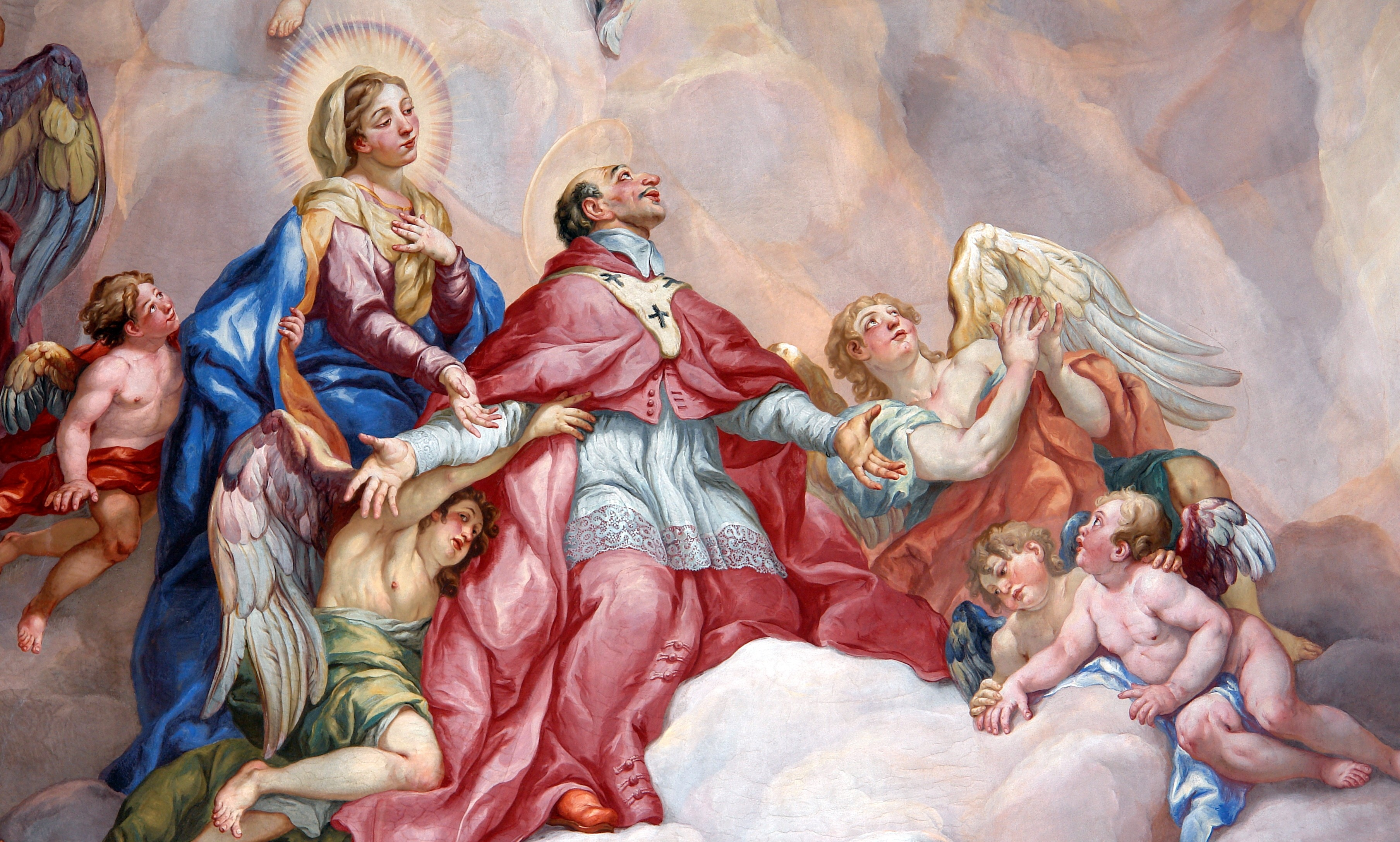
聖母マリアに支えられながら祈るボッロメーオ。ヨハン・ミヒャエル・ロットマイヤー画、オーストリア・ウィーンカールス教会

それでも熱心に教育と慈善事業に一身を捧げ、巡回で絶えず説教したり、教理問答を行ったり、イエズス会を活用して神学教育を広め、道徳的向上、病人と貧民の救護、異端弾圧に当たった。ミラノ大司教区の各小教区も訪問して教区会議も頻繁に行い、多くの改革勅令を発布、聖職者の養成のため神学校を解放、教育施設・慈善施設を次々設立した。1576年にミラノがペストの流行に見舞われたとき、ボッロメーオは危険も出費も顧みず、患者の便宜を図り、死者の埋葬が行われるよう尽力した。ペストが猛威をふるう近隣の教区をすべて訪れ、患者に金を援助し必要な物資を配る一方、義務を果たそうとしない怠慢な者たち、特に聖職者を罰した。
1584年11月4日、46歳でミラノで死去した。トリエント公会議以後のカトリック改革者の中でも傑出した人物であり、1610年11月1日に列聖されるとイタリア・ドイツにボッロメーオへの崇敬が広がり、ミラノではアンブロジウスと並ぶ聖人に称えられた。また、ボッロメーオに教育を受けた従弟のフェデリーコ・ボッロメーオも彼と同じ道を歩み、1595年にミラノ大司教に任命されると対抗宗教改革と芸術奨励、慈善事業に尽くしていった。後にボッロメーオの名を冠した女子修道会が幾つか設立され、フランス・ドイツ・オランダ・ベルギー・ポーランドなどで慈善事業に献身していった。